# Українське громадсько-культурне об'єднання Берестейської області
Українське громадсько-культурне об'єднання Берестейської області (УГКО БО) — громадська і культурно-просвітня організація українців Берестейщини. Існувала з 1990 по 1999 роки.

## Історія
Створена 18 лютого 1990 року в м. Бересті. Постійний голова організації Микола Козловський. У склад Правління організації у різні часи входили такі відомі громадські діячі та краєзнавці як В’ячеслав Панковець, Георгій Мусевич, Микола Ячник, Петро Тарасюк, Олексій Германович, Арсен Тетерук, Михайло Петрукович та інші. В 1995 році частина членів товариства заснували «Просвіту Берестейщини» ім. Т. Шевченко.
Друкований орган — газета «Голос Берестейщини». Товариство було організатором публічних зустрічей з населенням за допомогою інформаційних стендів, ініціатором проведення концертів українських колективів, видавало матеріали про історію та культуру регіону. Силами членів організації, а також педагогічних кадрів Берестейського державного університету на філологічному факультеті останнього була відкрита спеціальність «українська мова та література».
Під час перереєстрації громадських об’єднань 1999 року Республіканська комісія з перереєстрації громадських об’єднань відмовила товариству у перереєстрації (рішення № 29 від 24 вересня 1999 року). Офіційне припинення діяльності пов'язано з рішенням Управління юстиції Берестейського облвиконкому № 2456 від 12 листопада 1999 року.

## Цілі та завдання
Цілі та завдання згідно з Статутом:
1. Активно підтримувати дальшу демократизацію суспільства.
2. Домагатись гармонізації у міжнаціональних відносинах на основі шанобливого, доброзичливого ставлення до інтересів людей різних національностей, які спільно проживають у Берестейській області.
3. Сприяти збереженню і зміцненню дружби та добрих взаємовідносин між білоруським і українським народами.
4. Всіляко допомагати етнокультурному відродженню Берестейщини.
5. Сприяти збереженню та дальшому розвитку української мови, української культури, народних традицій, а також поширенню і поглибленню знань про своє походження і свою історію у населення області.
6. Просити органи влади всіх рівнів при втіленні у життя на Берестейщині законів Республіки Білорусь про національні меншості, про мови, про культуру, про народну освіту та інших враховувати при цьому українську етнічну приналежність корінного населення цього регіону.